# Escrime aux Jeux paralympiques d'été de 1980
Navigation
Toronto 1976 New York & Stoke Mandeville 1984
La compétition d'escrime des Jeux paralympiques d'été de 1980 se déroulent dans la ville d'Arnhem. Quatorze épreuves y sont organisées.

## Résultats

### Podiums masculins
| Épreuves                     | Or                                                                        | Argent                                                      | Bronze                                                               |
| ---------------------------- | ------------------------------------------------------------------------- | ----------------------------------------------------------- | -------------------------------------------------------------------- |
| Épée individuel cat. 1C-3    | Mohamed Benamar                                                           | Terry Willett                                               | Massimo Penna                                                        |
| Épée individuel cat. 4-5     | Christian Lachaud                                                         | Dieter Leicht                                               | Arthur Bellance                                                      |
| Épée par équipes             | France                                                                    | Grande-Bretagne                                             | Allemagne de l'Ouest                                                 |
| Fleuret individuel "novices" | Giulio Martelli                                                           | Alain Siclis                                                | Jean-Claude Coralie                                                  |
| Fleuret individuel cat. 2-3  | Hans-Joachim Böhm                                                         | André Hennaert                                              | Mohamed Benamar                                                      |
| Fleuret individuel cat. 4-5  | Arthur Bellance                                                           | Dieter Leicht                                               | Aimé Planchon                                                        |
| Fleuret par équipes          | France                                                                    | Allemagne de l'Ouest                                        | Grande-Bretagne                                                      |
| Sabre individuel cat. 2-3    | M. Kelly                                                                  | Terry Willett                                               | Hans-Joachim Böhm                                                    |
| Sabre individuel cat. 4-5    | Christian Lachaud                                                         | Aimé Planchon                                               | Ronny Waterbley                                                      |
| Sabre par équipes            | France Jean-Claude Coralie André Hennaert Christian Lachaud Aimé Planchon | Grande-Bretagne M. Kelly Tom Killin H. Wardle Terry Willett | Italie Vittorio Loi Renzo Molinari Germano Pecchenino Oliver Venturi |

### Podiums féminins
| Épreuves                     | Or                                                     | Argent                                                       | Bronze                                             |
| ---------------------------- | ------------------------------------------------------ | ------------------------------------------------------------ | -------------------------------------------------- |
| Fleuret individuel "novices" | Osanna Brugnoli                                        | M. den Uyl                                                   | M. Tichelaar                                       |
| Fleuret individuel cat. 2-3  | Ayala Malchan                                          | Thérèse Lemoine                                              | Hemda Levy                                         |
| Fleuret individuel cat. 4-5  | Josette Bourgain                                       | Monique Siclis                                               | Margalit Peretz                                    |
| Fleuret par équipes          | France Josette Bourgain Thérèse Lemoine Monique Siclis | Israël Hemda Levy Ayala Malchan Margalit Peretz Rachel Tassa | Italie Gabrielle Bareggie Irene Monaco Rosa Sicari |

### Tableau des médailles
| Rang  | Nation               | Or | Argent | Bronze | Total |
| ----- | -------------------- | -- | ------ | ------ | ----- |
| 1     | France               | 9  | 5      | 4      | 18    |
| 2     | Italie               | 2  | 0      | 3      | 5     |
| 3     | Grande-Bretagne      | 1  | 4      | 1      | 6     |
| 4     | Allemagne de l'Ouest | 1  | 3      | 2      | 6     |
| 5     | Israël               | 1  | 1      | 2      | 4     |
| 6     | Pays-Bas             | 0  | 1      | 1      | 2     |
| 7     | Belgique             | 0  | 0      | 1      | 1     |
| Total | Total                | 14 | 14     | 14     | 42    |